# Arthur Fortant

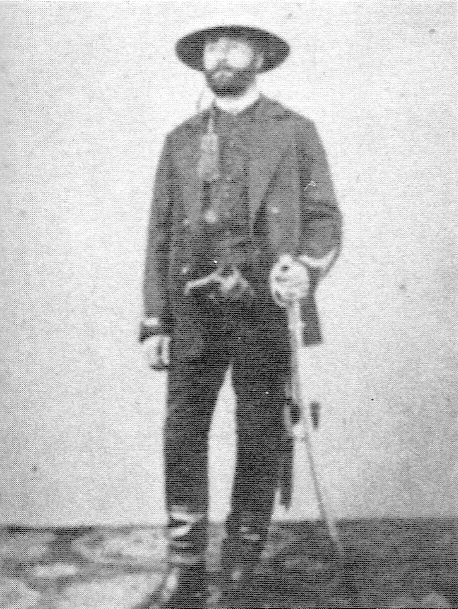
Arthur Fortant.

Arthur Fortant foi um oficial não comissionado, um sargento do Regimento Francês da Guarda do Campo de Artilharia. Ele foi membro da Primeira Missão Militar Francesa ao Japão em 1867.